# Нектон
Некто́н (від дав.-гр. νηκτός — «плаваючий») — морські тварини, які активно рухаються у воді та долають великі відстані.
До нектону належать кальмари, риби, морські змії та черепахи, пінгвіни, кити, ластоногі і т. ін.